# Semič
Semič je naselje i središte istoimene općina u jugoistočnoj Sloveniji. Semič se nalaze u pokrajini Dolenjskoj i statističkoj regiji Jugoistočna Slovenija.

## Stanovištvo
Prema popisu stanovništva iz 2002. godine Semič je imao 1905 stanovnika. Iste godine je gustoća stanovništva bila 166 stanovnika po km².

## Vanjske poveznice
- Satelitska snimka naselja, plan naselja  Arhivirana inačica izvorne stranice od 29. srpnja 2017. (Wayback Machine)